# Saitis insulanus
Espèce
Saitis insulanus est une espèce d'araignées aranéomorphes de la famille des Salticidae.

## Distribution
Cette espèce est endémique de l'île Lord Howe à l'est de l'Australie.

## Description
La carapace du mâle holotype mesure 1,7 mm de long sur 1,5 mm et l'abdomen 2 mm de long sur 1,1 mm.

## Publication originale
- Rainbow, 1920 : Arachnida from Lord Howe and Norfolk Islands. Records of the South Australian Museum, vol. 1, p. 229-272 (texte intégral).